# Villa Merian

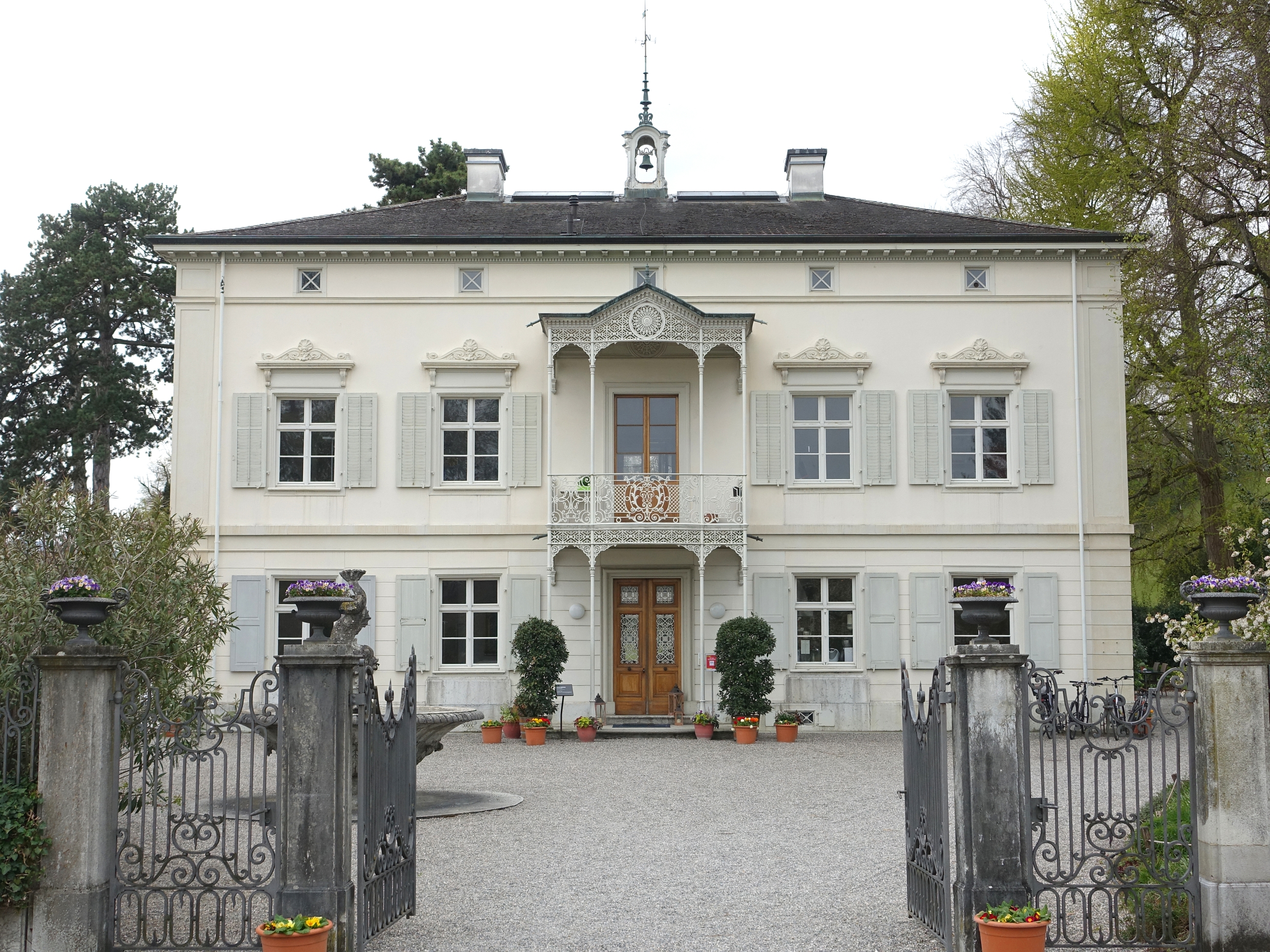
Villa Merian von Norden, Vorderseite mit Pavillon (Balkon und Vordach des Eingangs) und Hof

Die Villa Merian ist ein ehemaliger Landsitz des 19. Jahrhunderts mit englischem Garten in der Ortschaft Basel auf Boden der Baselbieter Gemeinde Münchenstein in der Schweiz. Sie ist Teil des botanischen Gartens «Merian Gärten» und befindet sich auf der Hochterrasse der Brüglinger Ebene, die für Naherholung und Sport genutzt wird. Die Villa ist im Inventar der geschützten Kulturdenkmäler des Kantons Basel-Landschaft aufgeführt.

## Geschichte

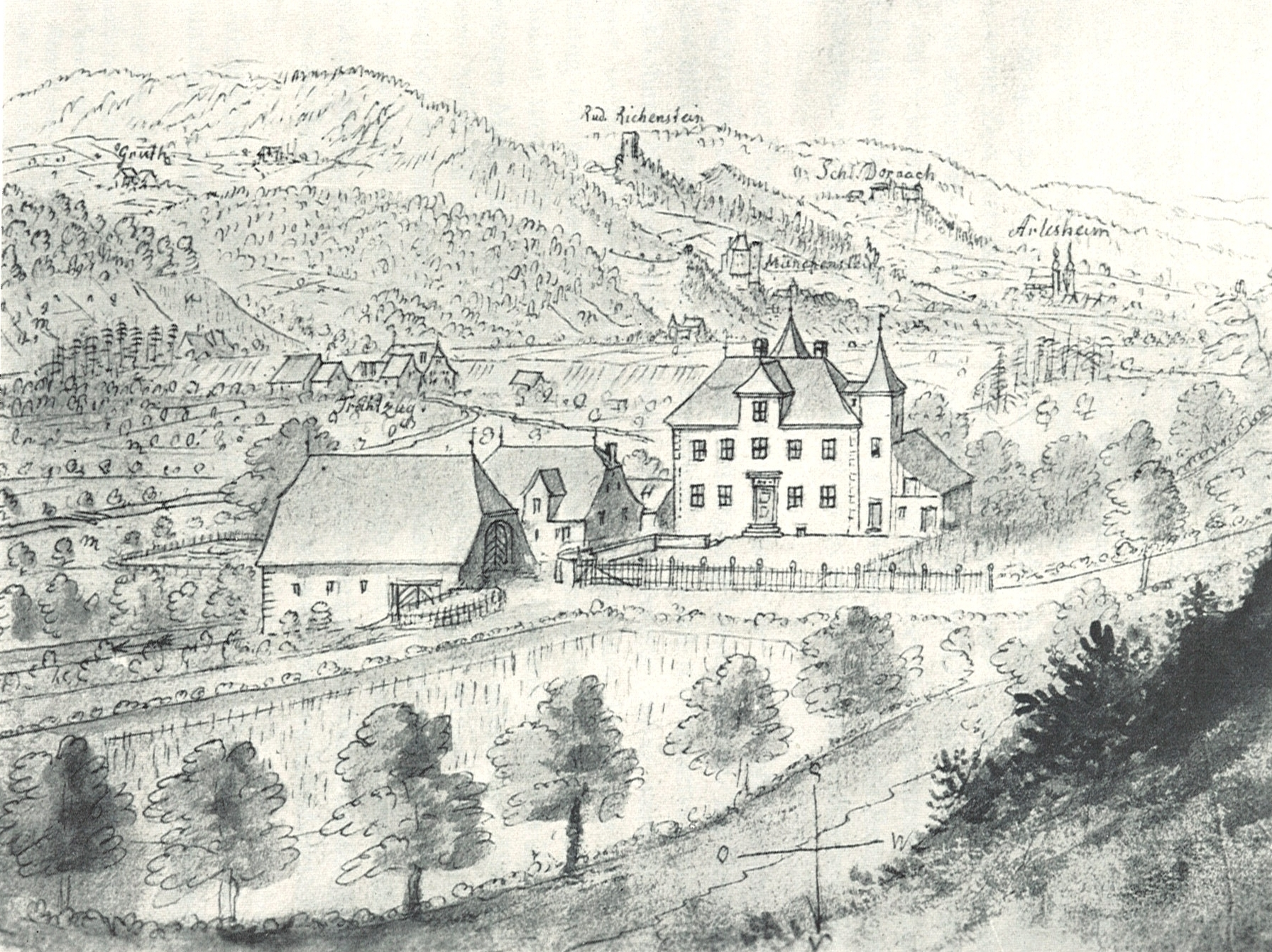
Siedlung «Unter Brüglingen» mit dem Landschloss (im 19. Jh. umgebaut), Anblick von Norden, Federzeichnung von Emanuel Büchel, 1754

Die spätere «Villa Merian» wurde um 1711 von Alexander Löffel (1662–1736) auf der Anhöhe oberhalb des Weilers erbaut, der bereits um die Mühle auf der Brüglinger Niederterrasse bestanden hatte. Den Weiler hatte die französische Immigrantenfamilie Löffel (ehemals «Cuillier») im 17. Jahrhundert übernommen und zu einem landwirtschaftlichen Musterbetrieb ausgebaut.
Der Neubau von 1711 war noch ein barockes Landschlösschen und diente als Herrensitz für das umliegende Landgut. Der zweigeschossige Bau war von einem Walmdach bedeckt, das ein Aufbau der nördlichen Vorderfassade durchbrach. An der westlichen Seitenfassade befanden sich ein Abortturm und ein Schopf. Auf der südlichen Rückseite war ein Treppenturm angebaut. Vor der Vorderfassade lag ein Hofplatz, rückwärtig schloss ein Baumgarten an. Landschlösschen und Landgut Brüglingen gingen 1775 an Hieronymus Christ-Kuder über, 1790 an Johann Ludwig Thurneysen-Merian, 1801 an Johann Jakob Thurneysen. Zu Beginn des 19. Jahrhunderts wurde das Gebäude zum frühklassizistischen Herrschaftshaus umgebaut: Treppen- und Abortturm fielen weg. Die Treppe wurde ins Innere verlegt. Eine Gartenhalle mit einer Laube darüber kam an die Rückseite. An den Eingang wurde ein Portikus davorgesetzt, und über dem alten Dachstuhl wurde ein Attikageschoss aufgesetzt.
1811 erwarb Christoph Merian-Hoffmann das Brüglinger Landgut und schenkte es 1824 seinem Sohn Christoph Merian (1800–1858) zur Verheiratung mit Margaretha Burckhardt (1806–1886). Das Ehepaar Merian-Burckhardt nutzte das Herrschaftshaus als Sommersitz. Den alten Weiler in «Unter Brüglingen» mit der Mühle aus dem 15. Jahrhundert und dem Pächterhaus aus dem 16. Jahrhundert sowie einem Gärtnerhaus von 1824 liess Christoph Merian 1837 mit einem weiteren Gutszentrum ergänzen. Dazu erstellte der Architekt Melchior Berri im nördl., gegen St. Jakob an der Birs hin gelegenen «Vorder Brüglingen» ein deutlich grösseres Pächterhaus und ein Ökonomiegebäude. Vorder Brüglingen verband eine lange Baumallee mit der Villa und Unter Brüglingen.

Nutzung als Erholungsheims des Bürgerspitals. An den Seitenfassaden befinden sich noch die Veranden. Links der Villa geht der Weg hinunter zur Mühle und weiteren Gebäuden in Unter Brüglingen. Postkarte, 1903

Kurz vor seinem Tod im Jahr 1858 beauftragte Christoph Merian den Basler Architekten Johann Jakob Stehlin mit dem Bau einer Villa im Stil des Second Empire. Der vom Architekten vorgeschlagene Neubau des Herrschaftshauses wurde verworfen, und man beschränkte sich auf einen Umbau, der 1858/59 stattfand und seither das Aussehen der Villa bestimmt. Den alten Mauerkern ummantelten Verputz, Stuck und Gusseisenelemente, die Fassaden wurden durch Quaderimitationen im Erdgeschoss, Akroterien an den Fenstern, Gesimse und Lisenen an den Ecken gestaltet. Anstelle der zurückgesetzten Attika entstand eine fassadenbündige mit einem flachen Walmdach. Auf den First kam ein Glockentürmchen im Neorokokostil. Der Portikus vor dem Eingang wurde durch einen zweigeschossigen, gusseisernen Pavillon ersetzt, der als Vordach und Balkon dient. Auf der Rückseite, zum Garten hin, wurde anstelle der Laube ein dreiachsiger gusseiserner Mittelteil mit einer offenen Halle errichtet, die Kunstmarmor verkleidet. Eine neue Treppe mit gusseisernen Stäben erschloss die Etagen innen, aber die Raumeinteilung blieb nahezu unverändert. Ein neobarocker Salon und ein Boudoir des Neorokoko im Erdgeschoss sind besonders repräsentative Räume. Der weitläufige englische Garten hinter dem Haus ist ebenfalls in dieser Zeit angelegt worden.
Christoph Merian starb zwar während des Umbaus, aber die Witwe Margaretha Merian-Burckhardt nutzte die Villa weiterhin als Sommersitz. Nach ihrem Tod am 3. Mai 1886 erlangte die Christoph Merian Stiftung Rechtskraft und nahm Unter und Vorder Brüglingen als Pachthöfe in Besitz. In der Villa hatte die Verwandtschaft von Christoph und Margaretha Merian ein Wohnrecht, bis sie 1888 darauf verzichtete. Schon im Jahr darauf zog das Erholungsheim für Patientinnen des Bürgerspitals Basel ein.

## Gegenwart

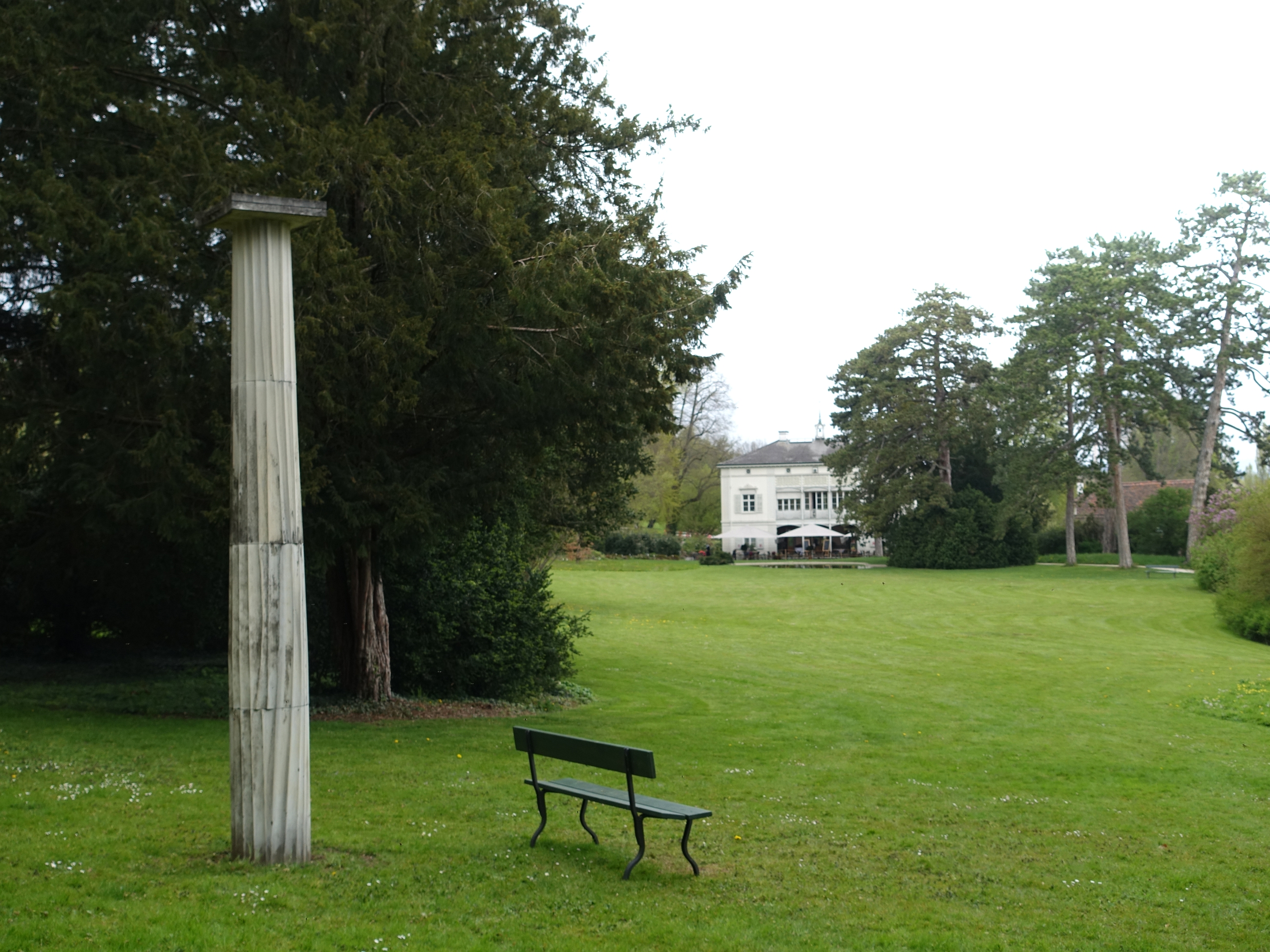
Blick vom englischen Garten auf die Rückseite der Villa Merian. Im Vordergrund die Skulptur «La Colonna» von Luciano Fabro

Im Jahr 1966 verliess das Erholungsheim das Gebäude, und die Stiftung schloss 1969 mit der Aktiengesellschaft «Botanischer Garten in Brüglingen» einen unentgeltlichen Gebrauchsleihe- und Nutzungsvertrag ab, damit die diese einen botanischen Garten auf rund 13 Hektar Land in Brüglingen schaffen konnte. Der Vertrag umfasst auch die Villa, die für Verwaltungszwecke genutzt wurde. 1980 fand In der Brüglinger Ebene die Grün 80 statt, die zweite Schweizerische Ausstellung für Garten- und Landschaftsbau. Im Hinblick auf die Ausstellung und den weiterhin als Ausflugsziel genutzten Botanischen Garten wurde im Erdgeschoss der Villa das «Café Merian» eingebaut. Im selben Jahr besuchte Königin Elisabeth II. die Villa im Zuge ihrer Staatsvisite in der Schweiz, in deren Rahmen in den Räumlichkeiten der Anlage auch ein Festbankett für sie und ihren Mann, Philip, Duke of Edinburgh, organisiert wurde.
Neben der Villa fanden auch andere Brüglinger Gebäude eine öffentliche Verwendung, die zusammen mit dem botanischen Garten die Landwirtschaft in den Hintergrund drängten. Das Historische Museums Basel nutzte die Scheune in Vorder Brüglingen für seine Kutschen- und Schlittensammlung (1981 bis 2016), in Unter Brüglingen war bereits 1966 in der spätgotischen Mühle das Mühlemuseum Brüglingen eingerichtet worden. Ebenfalls in Unter Brüglingen entstand vor der historischen Orangerie ein Arzneipflanzengarten. Der botanische Garten in Brüglingen, die Parkanlagen hinter der Villa und der noch verbliebene Landwirtschaftsbetrieb der Christoph Merian Stiftung in Unter Brüglingen gingen 2012 in den «Merian Gärten» auf.
Die Villa wurde mehrfach saniert (1969–1971, 1984–1986 (Fassaden), 1998/99). Die repräsentativen Räume im Erdgeschoss blieben erhalten. Bemalungen, Medaillons, Stuckaturen und Vergoldungen an Decke, Wand und Getäfer sowie das Parkett wurden gänzlich wiederhergestellt. Den historischen Charakter unterstrich die Verwendung antiker Möbel, die allerdings nicht zum verlorenen Originalbestand gehörten. Jedoch haben sich Turmöfen aus der Zeit erhalten. Im Entrée sowie in der rückseitigen Gartenhalle und im unveränderten ersten Obergeschoss wurden der Boden sowie die Wand- und Deckenflächen wieder instand gesetzt. Eingriffe mit Abbrüchen an der Bausubstanz geschahen im Erdgeschoss und im Keller sowie unter dem Dach (Attika), wo Seminarräume entstanden. Auch die gusseisernen Veranden an den westlichen und östlichen Seitenfassaden wurden 1969/70 entfernt. Für eine weitere, zweijährige Sanierung wurde die Villa Merian 2022 geschlossen.

## Kulturhistorische Wertung
Laut Inventar der geschützten Kulturdenkmäler des Kantons Basel-Landschaft nimmt die Villa «eine besondere Stellung ein. Der neue Villenstil und neue Bauelemente treten hier zusammen mit der Parkanlage in den Vordergrund und machen die Villa zusammen mit der Ausstattung zu einem der bedeutendsten Bauten dieser Zeit im Kanton Basel-Landschaft.»